# Les Fosses
Les Fosses ist eine französische Gemeinde mit 426 Einwohnern (Stand: 1. Januar 2022) im Département Deux-Sèvres in der Region Nouvelle-Aquitaine (vor 2016 Poitou-Charentes). Sie gehört zum Arrondissement Niort und zum Kanton Mignon-et-Boutonne. 

## Geographie
Les Fosses liegt etwa 19 Kilometer südsüdöstlich von Niort. Umgeben wird Les Fosses von den Nachbargemeinden Marigny im Westen und Norden, Saint-Romans-des-Champs im Norden, Brûlain im Nordosten, Secondigné-sur-Belle im Osten sowie Villiers-en-Bois im Süden und Südwesten.

## Bevölkerungsentwicklung
| Jahr                       | 1962 | 1968 | 1975 | 1982 | 1990 | 1999 | 2006 | 2019 |
| Einwohner                  | 358  | 323  | 326  | 319  | 314  | 350  | 408  | 439  |
| Quellen: Cassini und INSEE |      |      |      |      |      |      |      |      |

## Sehenswürdigkeiten

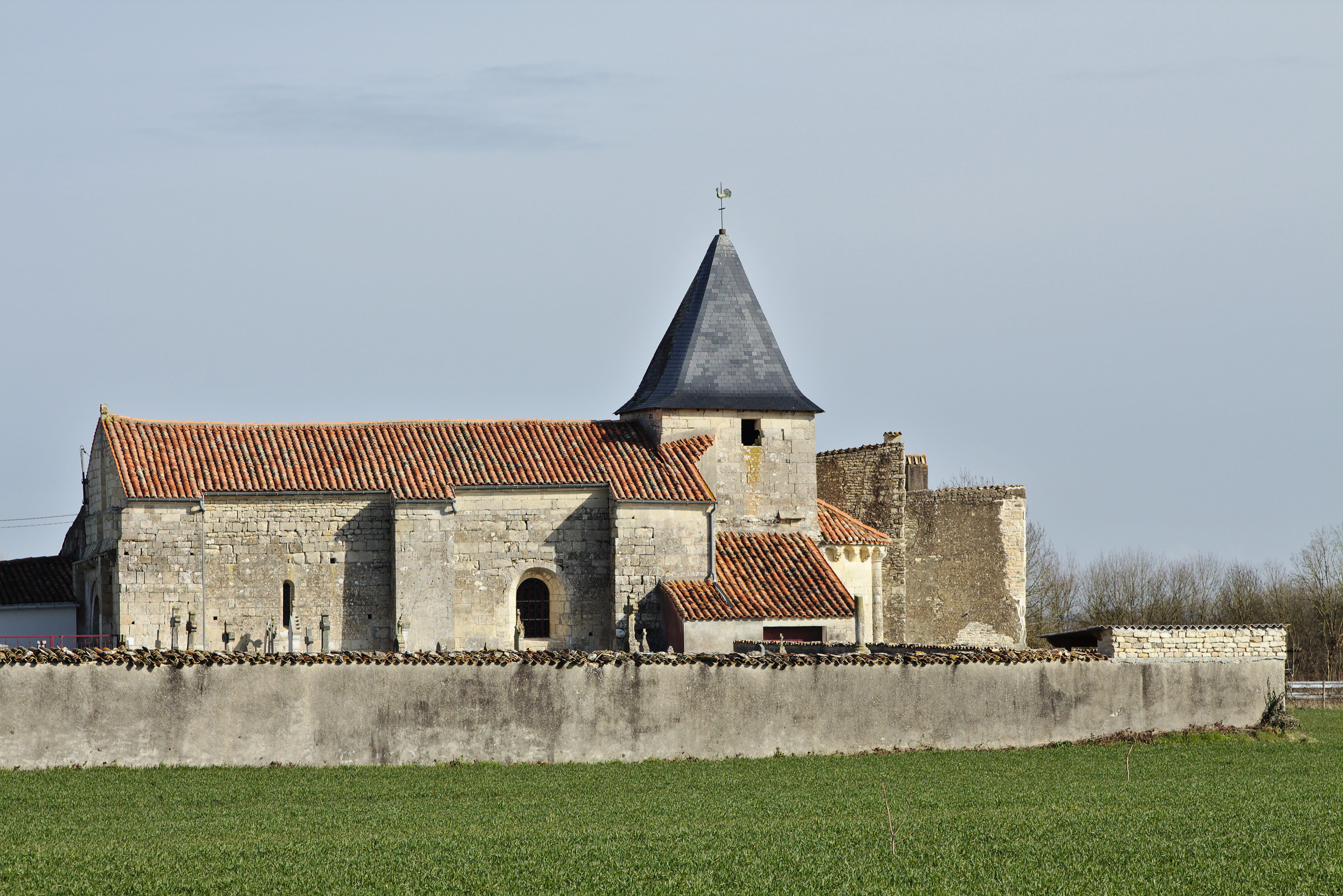
Kirche Sainte-Radegonde
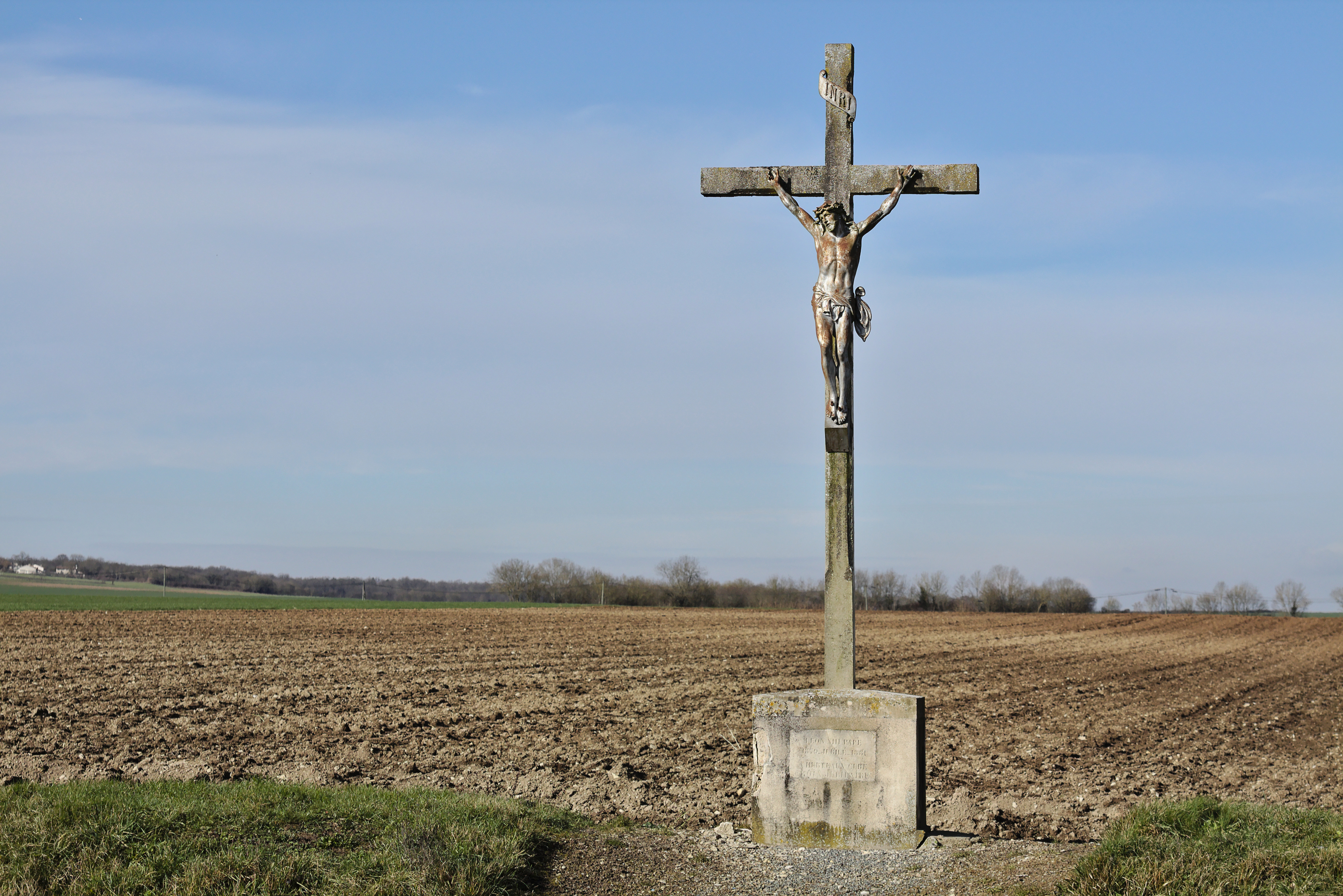
Flurkreuz

- Kirche Sainte-Radegonde
- Flurkreuz